# Kleopatra Selene I

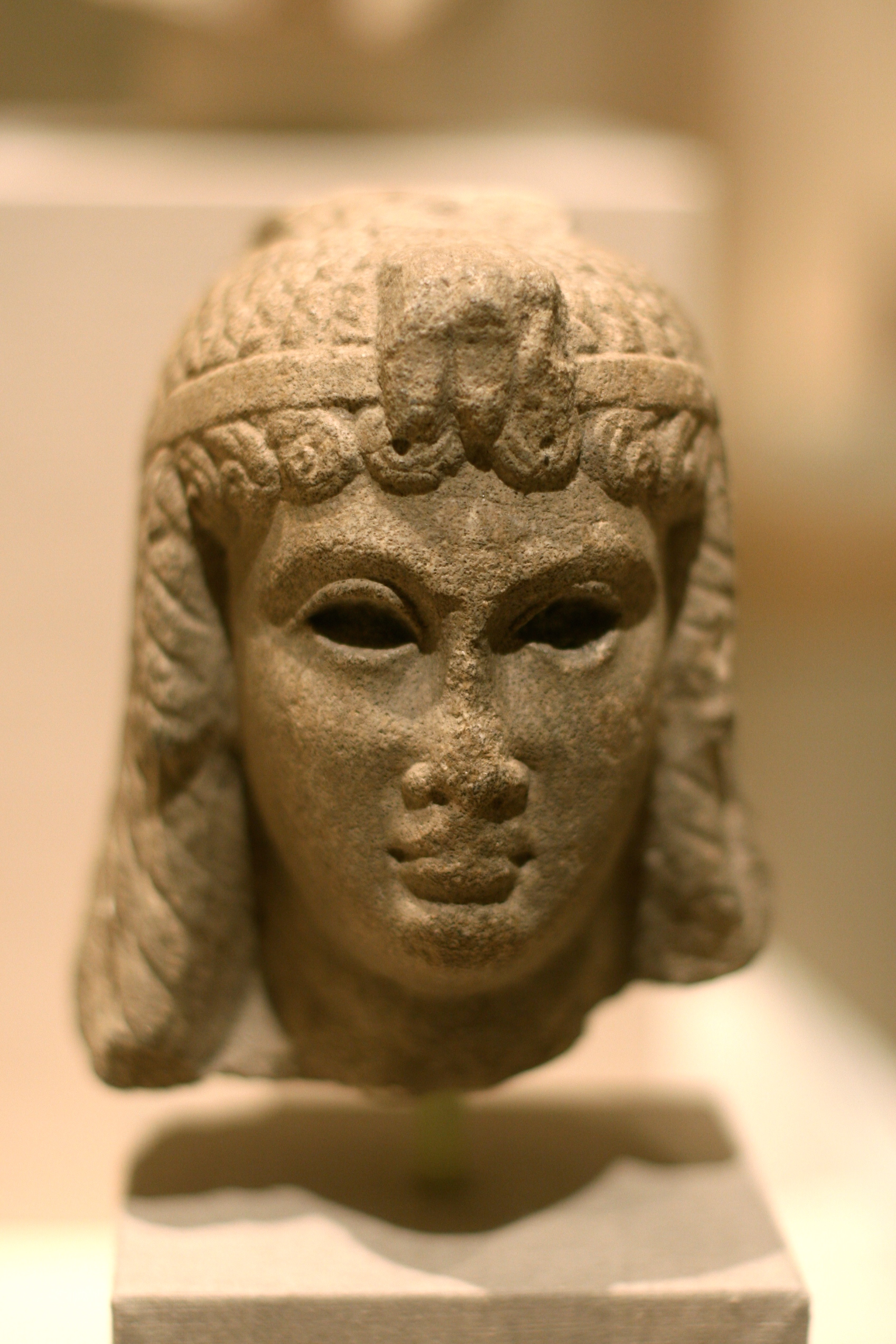
Kleopatra Selene I.

Kleopatra Selene I, född mellan 135 och 130 f.Kr, död 69 f.Kr, var drottning av det ptolemeiska riket i Egypten och därefter drottning och regent av Seleukiderriket i Syrien. 
Hon var gift med sin äldste bror Ptolemaios IX och möjligen med sin yngre bror Ptolemaios X av Egypten. Därefter var hon gift med sina före detta svågrar Antiochos VIII Grypos och Antiochos IX Kyzikenos av Syrien, och slutligen med sin systerson och före detta styvson Antiochos X Eusebes av Syrien. Hon fungerade som regent för sina omyndiga söner Antiochos XIII Asiatikos och Seleukos VII från 82 f.Kr. till sin död.

## Biografi
Kleopatra Selene var dotter till kung Ptolemaios VIII Euergetes och drottning Kleopatra III av Egypten. Hon hette ursprungligen enbart Selene. Hennes far avled 116 f.Kr.

### Egyptens drottning
År 115 f.kr. gifte hon sig med sin bror Ptolemaios IX Lathyros av Egypten. Vid bröllopet antog hon även namnet Kleopatra. Äktenskapet ägde rum sedan deras mor hade fördrivit Lathyros första maka, deras syster Kleopatra IV. Till skillnad från tidigare drottningar i den ptolemaiska dynastin blev Kleopatra Selene aldrig utnämnd till medregent, eftersom deras mor ville vara kungens enda medregent.
År 107 f.Kr avsattes hennes bror/make Lathyros av deras mor, Kleopatra III. Lathyros flydde till Cypern, men lämnade kvar Selene och hennes barn i Egypten. Selene skildes då från Lathyros, och det är möjligt att hon under denna tid blev gift med sin yngre bror, Ptolemaios X Alexander och blev mor till Ptolemaios XI Alexander II. Alexanders maka är dock oidentifierad.
År 103 f.Kr. försökte hennes äldste bror och förre make Lathyros återta styret i Egypten genom en invasion. Hennes mor Kleopatra III slöt då ett förbund med den seleukidiske kungen Antiochos VIII, som symboliserades av ett äktenskap mellan Antiochos VIII och Selene. Om Kleopatra Selene verkligen hade varit gift med Alexander, blev detta äktenskap nu upplöst av hennes mor, och ett nytt äktenskap arrangerades mellan henne och Antiochos VIII. Hon lämnade kvar sina två små söner när hon for, eftersom den nye tronarvingen ännu inte utsetts: de fördes år 101 till Kos av hennes mor tillsammans med hennes förste bror/makes två illegitima söner, Ptolemaios XII och Ptolemaios Cyprioten. Hennes syster-brorsdotter Berenike III blev nu Egyptens nya drottning.

### Syriens drottning
Det seleukidiska riket bestod vid denna tid endast av Syrien. Syrien befann sig vid denna tidpunkt i ett tillstånd av inbördeskrig på grund av tronstriden mellan de två rivaliserande monarkerna, kusinerna Antiochos VIII Grypos och Antiochos IX Kyzikenos. Bägge två Syriens kungar var hennes före detta svågrar: Kleopatra Selenes make, Grypos, hade varit gift med hennes syster Tryphaena av Egypten, medan Kyzikenos hade varit gift med hennes syster Kleopatra IV. Hennes båda systrar var nu båda döda: Kleopatra IV hade mördats år 112 f.Kr av Tryphaena, som året därpå själv hade mördats av Kyzikenos. Båda hade söner med hennes systrar, och Grypos söner, som även var hennes systersöner, blev nu också hennes styvsöner.
År 96 f.Kr mördades hennes make Grypos, och Kyzikenos intåg då huvudstaden Antiokia som segrare. Han gifte sig då med Kleopatra Selene. Han utmanades dock genast av Grypos söner, Selenes systersöner och förra styvsöner. Året därpå dödades Kyzikenos i ett slag mot en av dem, Seleukos VI. Kyzikenos tron övertogs då av hans son Antiochos X Eusebes, som även han var Selenes systerson och före detta styvson. Också han gifte sig efter sitt trontillträde med Selene, som både var hans moster och före detta styvmor. Paret fick två söner.
Eusebes dödsår är obekräftat: enligt vissa källor avled han år 92 f.Kr, enligt andra 83 f.Kr. Det sistnämnda årtalet erövrades Syrien, liksom en stor del av mellanöstern av kung Tigranes II den store av Armenien. Vad som är känt är att Kleopatra Selene efter hans död kände sig hotad och satte sig i säkerhet med sina söner i Kilikien.

### Regent
I Kilikien tycks Kleopatra Selene ha tagit makten som regent som förmyndare för sina omyndiga söner, och mynt utgavs där hennes ställning som regent framgår.
Hon regerade fortfarande i Kilikien år 80 f.Kr, när Ptolemaios XI Alexander avled barnlös i Egypten. Ptolemaios XI var son till hennes yngre bror och möjligen även son till henne, om hypotesen att hon varit gift med sin yngre bror stämmer. Vid hans död var Kleopatra Selene den enda legitima arvtagaren till Ptoleméernas tron i Egypten, och hon hävdade denna rätt för sina söner med Eusebes. I Alexandria valde egypterna dock själva en illegitim medlem av dynastin, Ptolemaios XII till regent. Selene sände sina söner till Rom för att be om stöd för sina anspråk inför den romerska senaten, men utan resultat.
Det är möjligt att hennes ställning som regent avslutades år 75, när hennes söner uppnått myndig ålder. Hon kan dock också ha fortsatt som deras medregent, eller ställföreträdande regent, då hon uppenbart fortsatt spelade en avgörande politisk roll.
År 69 f.Kr belägrades Kleopatra Selene av kung Tigranes II den store i staden Ptolemais. Efter hennes nederlag fördes hon till Tigranes residensstad i Seleukia, där hon avrättades på hans order. Året därpå besegrades Tigranes av romarna, och Syrien blev återigen fritt. Det föll dock återigen snabbt samman i tronstrider mellan de olika tronpretendenterna, av vilka en var hennes son Antiochos XIII Asiatikos. Syrien blev år 63 f.Kr. slutligen erövrat av Rom.

## Barn
Barn med Ptolemaios IX
1. Kleopatra Berenike III
2. Ptolemaios XII Auletes
3. Ptolemaios av Cypern

Antiochos X Eusebes
1. Antiochos XIII Asiatikos
2. Seleukos VII